# Csak egy harapás (regény)
A Csak egy harapás Christopher Moore amerikai író regénye, a Love Story-trilógia befejező része. Először 2010 áprilisában adta ki a William Morrow, a magyar nyelvű kiadásra fél évvel később került sor.

## Történet
|  | Alább a cselekmény részletei következnek! |

Vannak szerelmesek, akik azért születnek, hogy átöleljék egymást. Jody és Tommy azért született, hogy megharapják egymást. Azért születtek újra. Merthogy már vámpírok. Óriási szerencse, hogy a szerelmük így halhatatlan, mivel kegyencük, Abby bronzszoborba öntötte őket a Totál szívás végén.
Abby továbbra is vérszívó démon szeretne lenni, csak túl sok a dolga: kerülni a sulit, betörni az új Dög Martens csizmáját és lesmárolni imádott pasiját. Csakhogy ott van Chet, a borotvált macska, aki újdonsült vámpírmacskaként egyre nagyobb és vérszomjasabb. Sőt, az őt követő vámpírmacskák falkája is egyre nagyobb és vérszomjasabb. Van, aki szív. És van, akit szívnak. Christopher Moore őrült vámpírtrilógiájának befejező darabjában senki sincs biztonságban.
|  | Itt a vége a cselekmény részletezésének! |

## Magyarul
- Csak egy harapás; ford. Pék Zoltán; Agave Könyvek, Bp., 2010

## Külső hivatkozások
- Agave Könyvek. (Hozzáférés: 2010. december 21.)
- Christopher Moore: Csak egy harapás (magyar nyelven). Agave, 2010, ford.: Pék Zoltán. moly.hu. (Hozzáférés: 2010. december 21.)